# العلاقات الجامايكية السورينامية
العلاقات الجامايكية السورينامية هي العلاقات الثنائية التي تجمع بين جامايكا وسورينام.

## مقارنة بين البلدين
هذه مقارنة عامة ومرجعية للدولتين:
| وجه المقارنة                                              | جامايكا       | سورينام                        |
| --------------------------------------------------------- | ------------- | ------------------------------ |
| المساحة (كم2)                                             | 10.99 ألف     | 163.27 ألف                     |
| عدد السكان (نسمة)                                         | 2.95 مليون    | 563.40 ألف                     |
| الكثافة السكانية (ن./كم²)                                 | 268.43        | 3.45                           |
| العاصمة                                                   | كينغستون      | باراماريبو                     |
| اللغة الرسمية                                             | لغة إنجليزية  | اللغة الهولندية                |
| العملة                                                    | دولار جامايكي | دولار سورينامي، غيلدر سورينامي |
| الناتج المحلي الإجمالي (بليون دولار)                      | 14.77 مليار   | 3.32 مليار                     |
| الناتج المحلي الإجمالي (تعادل القوة الشرائية) بليون دولار | 24.79 مليار   | 9.07 مليار                     |
| الناتج المحلي الإجمالي الاسمي للفرد دولار أمريكي          | 5.23 ألف      | 9.48 ألف                       |
| الناتج المحلي الإجمالي للفرد دولار أمريكي                 | 8.88 ألف      | 16.64 ألف                      |
| مؤشر التنمية البشرية                                      | 0.719         | 0.714                          |
| رمز المكالمات الدولي                                      | +1876         | +597                           |
| رمز الإنترنت                                              | .jm           | .sr                            |
| المنطقة الزمنية                                           | 00            | 00                             |

## منظمات دولية مشتركة
يشترك البلدان في عضوية مجموعة من المنظمات الدولية، منها:
| علم المنظمة | اسم المنظمة                                                          | تاريخ انضمام جامايكا | تاريخ انضمام سورينام |
| ----------- | -------------------------------------------------------------------- | -------------------- | -------------------- |
|             | الجماعة الكاريبية                                                    | 1 أغسطس 1973         | 4 يوليو 1995         |
|             | وكالة ضمان الاستثمار متعدد الأطراف                                   | 12 أبريل 1988        | 2 يوليو 2003         |
|             | الأمم المتحدة                                                        | 18 سبتمبر 1962       | 4 ديسمبر 1975        |
|             | وكالة حظر الأسلحة النووية في أمريكا اللاتينية ومنطقة البحر الكاريبي ‏ | ?                    | ?                    |
|             | منظمة حظر الأسلحة الكيميائية                                         | ?                    | ?                    |
|             | منظمة التجارة العالمية                                               | ?                    | ?                    |
|             | منظمة الشرطة الجنائية الدولية                                        | ?                    | ?                    |
|             | يونسكو                                                               | 7 نوفمبر 1962        | 16 يوليو 1976        |
|             | مجموعة دول أفريقيا والكاريبي والمحيط الهادئ                          | ?                    | ?                    |
|             | الاتحاد البريدي العالمي                                              | ?                    | ?                    |
|             | البنك الدولي للإنشاء والتعمير                                        | 21 فبراير 1963       | 27 يونيو 1978        |
|             | المنظمة الهيدروغرافية الدولية                                        | ?                    | ?                    |
|             | بنك التنمية الكاريبي ‏                                                | ?                    | ?                    |
|             | الاتحاد الدولي للاتصالات                                             | 18 فبراير 1963       | 15 يوليو 1976        |
|             | مؤسسة التمويل الدولية                                                | 31 مارس 1964         | 1 سبتمبر 2011        |
|             | تحالف الدول الجزرية الصغيرة                                          | ?                    | ?                    |

## وصلات خارجية
- موقع وزارة الخارجية الجامايكية
- موقع وزارة الخارجية السورينامية